# Héctor Ruiz Núñez
Hector Ruiz Nuñez (16 de enero de 1942 - Buenos Aires; 28 de abril de 2012) fue un periodista de investigación argentino que llegó a ser columnista estrella de la revista Humor. 

## Trayectoria
- Lic. Administración Empresas, de la Universidad Católica Argentina

- PhD Economics en Harvard University[1]

Como docente, dictó posgrados en 
- Derecho de la Universidad de Buenos Aires y
- Maestría de Derechos Humanos en la Universidad Nacional de La Plata.

Además, fue profesor invitado de la Universidad Católica de San Pablo.
Fue consultor para temas de prensa y comunicación en la Asociación de Magistrados y Funcionarios de la Justicia Nacional; de la Auditoría General de la Nación y de programas de UNITAR de la Organización de Naciones Unidas en temas de medios y comunicación.

## Radio
Cocondujo un programa en AM en el horario de la segunda mañana, junto a Carlos Méndez. En 1991, condujo junto a Horacio García Belsunce y Franco Salomone, un programa de debates por Radio Del Plata. Entre 1990 y 1992, condujo el programa de investigación periodística Edición 90 Confidencia, también por Del Plata.

## Obras
- La noche de los lápices. Editorial Contrapunto, (1986). En coautoría con María Seoane. Hay una "edición definitiva" de Planeta, Bs. As., agosto de 1992.
- La mentira del milagro económico argentino. (Traducido como A mentira de milagre argentine.
- La cara oculta de la Iglesia. Ediciones de la Urraca, Montevideo, 1990.[2]
- La violencia y la criminalidad en los medios de comunicación.[3]
- Señora Justicia[3]
- Jueces y periodistas. Qué los une y qué los separa, en coautoría con Pablo Lanusse. Temas - Poder Ciudadano, 2011. ISBN 978-950-9445-96-3[4]

Dirigió una colección de libros temáticos para la revista Humor, desde donde editó Corruptos y corruptores.

## Presentaciones públicas
- Disertó en el Seminario Contra la Pena de Muerte de Amnesty International Argentina (1989).
- Formó parte de un panel junto a Horacio Verbitsky y otros en el Centro Cultural San Martín, a poco del atentado a la Embajada de Israel (1992).
- Fue invitado a la clausura de un curso de Periodismo Judicial (2009).[6]
- Presentó su libro junto a Carmen Argibay, Carlos León Arslanian y Daniel Santoro (Auditorio de El Ateneo, Buenos Aires, 23 de junio de 2011).[7]
- Habló en el panel Justicia y Prensa del 19 y 20 de abril de 2012 en La Plata.